# Христо Караманджуков
Христо Иванов Караманджуков с псевдоним Горчо Смитков е български учител и революционер, деец на Вътрешната македоно-одринска революционна организация (ВМОРО), общественик и книжовник. Караманджуков е водач на ВМОРО в Южна Тракия, организатор в Ахъчелебийско (1900 – 1901), заместник-началник на Чепеларския пограничен пункт на ВМОРО, организатор в Гюмюрджинско (1901) и Малкотърновско и секретар на районната чета на Георги Кондолов. Взима участие в Илинденско-Преображенското въстание през лятото на 1903 година като член на Ръководното боево тяло на Ахъчелебийски район, като ръководи VI участък.
След въстанието Караманджуков учи философия и педагогика в Софийския и в Белградския университет, преподава в Сярското българско педагогическо училище (1908/1909), в Цариградската духовна семинария (1909 – 1912), в Педагогическото училище в Дупница (1913/1914) и в гимназията в Ксанти (1919/1920) и се занимава с журналистика.
Участва в Първата световна война (1915 – 1918). След 1920 година се установява в София, където пише в печата, издава вестници и списания, посветени на Родопите, както и спомени и исторически съчинения за революционното движение в Одринския революционен окръг. Като инспектор на просветното министерство в Родопите от 1937 до 1939 година е активист на Дружба „Родина“. Член е на Тракийската организация от 1922 година, на Рило-Родопския съюз, а от 1934 до 1945 година е председател на Тракийския научен институт.

## Биография

### Семейство и образование
Христо Караманджуков е роден на 14 декември 1876 година в ахъчелебийското село Чокманово, тогава в Османската империя. Той е най-възрастният син на Иван Караманджуков – революционер, четник на Петко войвода, лежал в Одринския затвор. Брат му Атанас Караманджуков (1888 – 1952) също е деец на ВМОРО, публицист и политик, депутат.
Началното си образование Христо Караманджуков получава в Чокманово и съседното село Райково (днес част от Смолян). В 1895 година завършва IV клас в Четирикласното българско училище в Одрин. Учителства в Карлуково и Чокманово. В 1898 година започва да учи в Сярското българско педагогическо училище. Като ученик в Сяр става член на Българското тайно революционно братство, а през лятото на 1899 година се присъединява към ВМОРО.

### Секретар на Ахъчелебийската околия (1900 – 1901)
В 1900 година завършва училището в Сяр и се отдава изцяло на революционна дейност. Така в 1901 година Вълчо Сарафов поверява ръководството на Ахъчелебийската революционна околия (с псевдоним Абаджиево поле) с център Чокманово (с псевдоним Орлово) на Таню Стоев (с псевдоним Крум) и назначава Христо Караманджуков (с псевдоним Горчо Смитков) за секретар на околията. Районът обхваща Ахъчелебийско, Даръдеренско и Ксантийско. Докато Стоев и Караманджуков ръководят околията, силно се увеличава броят на революционните комитети и укрепва революционната мрежа. Освен създадените по-рано комитети в Устово, Горно Дерекьой, Карлуково, Райково, Пашмакли и Аламидере се изграждат и нови, формира се широка куриерска мрежа, събират се средства за закупуване на оръжие. Караманджуков координира организационната дейност в Ксантийския и Даръдеренския район. Той събира над 1000 турски лири за оръжие, което обаче не се доставя в пълни размери или е негодно. По това време се появяват и първите недоволства от дейността на Чепеларския пункт.
В писмо до Таню Стоев от 15 ноември 1900 година Вълчо Сарафов прави оценка на работата на Караманджуков:
| „ | Поздравявам Караманджуков с обиколката и му кажи, че през коледните празници ще го изпратите с разписки къде Габрово, Еникьой, Даръдере и Скече. Забелязва се едно непокорство в някои от ръководителите селски. Да се оздрави тази организация, а след като се нареди и оздрави, ще присъединяваме към нея Гюмюрджинско и други места... За револверите парите да се събират час по-скоро, за да може за тях да се вземат други, също за пушките... Също стария Караманджук поздравете и му кажете, че ще го правим комитетски куриер и кираджия. | “ |

Караманджуков обръща особено внимание на двете големи ксантийски села Кръстополе и Габрово и прави три обиколки в Ксантийско. През пролетта на 1901 година прави и специална обиколка за привличане на овчарите на запад и на юг от Булустра, Кушапалъ, Горно и Долно Османлъ, Ферезлер и други.

### Деец на Чепеларския пункт и организатор в Гюмюрджинско (1901)
При завръщането му през май 1901 година вече тече Пашмаклийската афера, в която е арестуван баща му. Христо Караманджуков бяга заедно с Христо Лакудата в България, установява се в Чепеларския пункт, където става втори човек след заместилия Сарафов Константин Антонов – Сеченката и започва да действа нелегално в Османската империя, като предприема нова обиколка в Гюмюрджинско с цел „да се стегнат там комитетите по селата, да се устроят канали и куриери, да се засили проповедта и да се представи силата и могъществото на организацията“.
През юли 1901 година под ръководството на Караманджуков е организирана и изпратена в Империята организационно-агитаторска чета с войвода Марин Чолаков, в която влизат Иван Г. Калайджиев, Георги А. Кропчев, Стою Сивков и Христо Дьовлетлиев. На 19 юли 1901 година четата прекосява река Сютлийка и навлиза в Гюмюрджинско. В продължение на един месец тя обхожда селищата Кушланли, Хаджилар, Чадърли, Караачкьой, Сачанли и Монастир. Вследствие на тази обиколка Гюмюрджинско е включено в революционната мрежа на Чепеларския пункт.
Караманджуков е назначен за един от отговорниците на така оформения Беломорски или Гюмюрджински окръг, в който влиза и Даръдеренско. През ноември прави нова обиколка заедно със Стефан Чакъров, за да реши проблемите, възникнали с Дедеагач и с ръководството на Одринския революционен окръг. В Гюмюрджина за ръководител на комитета е определен Димитър Кирятчията, а след това двамата пратеници на Македоно-одринската революционна организация посещават и селата Денизлер, Макри, Чобанкьой, Еникьой и други.

### Организатор в Малкотърновско (1902)
В 1902 година Караманджуков вече е организатор на Одринския революционен окръг западно от река Марица. Той е един от инициаторите за свикването на Пловдивския конгрес от 13 до 15 април 1902 година, на който е представител на Ахъчелеби. След конгреса, като член на околийското ръководство, Караманджуков се противопоставя на тактиката на Константин Антонов и на репресивните мерки спрямо дейци на Организацията, провеждани от Чепеларския пункт. През май 1902 година в Проглед пристига Гоце Делчев и обявява решението на централното ръководство на ВМОРО, че околийското ръководно тяло на Организацията се мести изцяло в Османската империя и за център се определя село Карлуково, а за околийски (районен) ръководител е назначен Пею Шишманов. Тъй като усеща опасност за живота си, Караманджуков напуска Ахъчелебийско, а Централното ръководство на ВМОРО по препоръка на Делчев го назначава за агитатор и организатор на Малкотърновския революционен район. На 24 май Караманджуков се отправя за Малкотърновско с районната чета на Георги Кондолов, на която за кратко е секретар.

### Член на Боевото тяло в Илинденско-Преображенското въстание (1903)
След среща със Задграничното представителство на ВМОРО на 31 март и 1 април 1903 година, Караманджуков е отново прехвърлен в Ахъчелебийско, като му е възложено заедно с Пею Шишманов да стабилизира комитетите и да формира участъкови чети. Той е избран за представител на V Ахъчелебийско-Скеченски революционен район на конгреса на Одринския окръг на Петрова нива (28 – 30 юни). Участието му на Петрова нива е активно и обсъжданията и решенията на конгреса са запазени благодарение на неговите бележки, тъй като водените на конгреса протоколи са загубени един ден след края му при престрелка между охраняващите чети и турска военна част.
След връщането си от Петрова нива организира над Карлуково Родопския конгрес на революционния район на 5 и 6 юли 1903 година. На конгреса Караманджуков докладва решенията от Петрова нива. Тъй като Главното боево тяло на Одринския окръг не може директно да следи действията в Централните Родопи, конгресът избира Районно боево тяло, в което влизат Пею Шишманов, Никола Данаилов и Караманджуков. Боевото тяло ръководи снабдяването с оръжие и изпраща апел до бежанците карлуковци, заселени в Стара Загора, с който се призовават да се завърнат в родния край. Поради липса на достатъчно въоръжение участъковите чети се отправят към определените пет района, за да блокират турските войски без да предприемат самите те нападателни действия. Членовете на Боевото тяло също се заемат със своите участъци. Караманджуков ръководи непосредствено IV участък на Революционния район, обхващащ селата Чокманово, Аламидере, Фатово, Дуганово, Габрово и Пещера.

### След въстанието
| “ | Тайното Революционно Управително Тело на Ахѫ-Челеби опълномощява Господина Христа Караманджуковъ да го представлѣва прѣдъ Окрѫжния Одрински Революционенъ Конгрессъ. Господа членоветѣ на горѣказания конгрессъ се умоляватъ да иматъ пълно довѣрие въ него. Рѫководитель Родопски Ахѫ-Челеби 17 Юний 1903. | ” |
|   | |   |

След разгрома на Илинденско-Преображенското въстание, в края на август участъковите чети, както и Караманджуков, се прехвърлят в Свободна България. Българската полиция и граничните власти разгромяват Чепеларския пункт, като са арестувани и интернирани много дейци на Организацията. При изтеглянето на районните чети в Княжеството четниците също са обезоръжени и интернирани. В края на август Караманджуков подписва искането за общо събрание на околията, подписано от общо 15 родопски революционери, сред които Стефан Чакъров, Иван Сбирков, Никола Данаилов, Димитър Левов и Владимир Коруев.
Караманджуков заминава за София, където се записва да учи философия и педагогика в Софийския университет, но в началото на 1907 година е изключен заради освиркването на княз Фердинанд I при откриването на Народния театър и завършва в 1908 година в Белградския университет.
След Младотурската революция в 1908 година се връща в Османската империя като учител. Преподава в Сярското педагогическо училище (1908/1909) и в Цариградската духовна семинария (1909 – 1912). Занимава се и с журналистика. Работи в близкия до Народната партия вестник „Реч“.
Делегат е на Първия общ събор на обществената организация „Българска матица“ в Солун от 20 до 22 април 1910 година. На събора Караманджуков поддържа становището, че „Матицата“ трябва да има предимно стопански характер, тъй като с културно-просветните дела се занимава Екзархията. Също така смята, че седалището на организацията не трябва да е в Солун, в който има силни партизански борби, а в Цариград – мнение, което надделява сред делегатите. Караманджуков е избран за член на Управителния съвет на „Матицата“.
През 1911 година се ражда синът му Александър Караманджуков, който става адвокат и издава няколко сборника със спомени и архивни материали за дейността на баща си.
След Балканските войни Христо Караманджуков преподава в Педагогическото училище в Дупница, където го заварва Първата световна война. През 1917 година като войник в Единадесета пехотна македонска дивизия е командирован в Ниш, където участва в издаването на вестник „Моравски глас“. След войната в 1919/1920 година е директор на гимназията в Ксанти. След 1920 година, когато Ксанти е предаден на Антантата, се установява в София, където пише статии в разни списания и вестници. През 1921 година издава заедно с Васил Дечов вестник „Родопски глас“ и „Карта на Родопа – Смолено-рупската област“. От същата 1921 до 1947 година е издател, редактор и разпространител на списание „Родопа“. В 1934 година Караманджуков издава „Западнотракийските българи в своето културно-историческо минало с особен поглед към тяхното политико-революционно движение“.
От 1937 до 1939 година е главен инспектор в Министерството на народната просвета. Като такъв използва възможностите си за разкриване на нови училища в Родопите, назначаване на учители и за развитието на образованието сред българите мохамедани. Христо Караманджуков участва в дейността на Дружба „Родина“. Взема активно участие в работата на Тракийската организация още по време на създаването ѝ през 1922 година и в Рило-Родопския съюз. Член е на редакционния комитет на „Тракийски сборник“, а от 1934 до 1945 година е председател на Тракийския научен институт.
Умира на 21 февруари 1952 година в София.

## Памет
В 1980 година е издаден сборник спомени и документи на Караманджуков под заглавието „Родопа през Илинденско-Преображенското въстание“, а в 1996 година – „Подготовка на Илинденско-Преображенското въстание в Странджа – Малкотърновски революционен район 1902 – 1903“. По случай 135-годишнината от рождението на Караманджуков Петър Маринов издава книгата „Христо Караманджуков – радетел за българщината в Родопите. Спомени, писма и документи“.
През 2016 година по случай 140 години от неговото рождение излиза сборник с доклади от научна конференция, проведена в Смолян (2 – 3 май 2011 г.) – „Христо Караманджуков и Родопите“. Зоя Начева отбелязва, че „книгата е хронология на всичко онова, което е свързано с дейността по приобщаването на българите мохамедани от Родопския край към българщината, тяхното културно и просветно развитие и народностно осъзнаване“.
В Българския исторически архив на Националната библиотека в София се съхранява архив на Христо Караманджуков.

## Родословие
|  |  |  |  |                                          |                                          |                                          |                                          |                                          |                                          |  |  |                                    |                                    |                                    |                                    | Димитър Манолов Гвоздев            |                                    |                               |                               |                                       |                                       |                                       |                                       |                                       |                                       |                        |                        |                                    |                                    |                                    |                                    |                                    |                                    |  |  |
|  |  |  |  |                                          |                                          |                                          |                                          |                                          |                                          |  |  |                                    |                                    |                                    |                                    |                                    |                                    |                               |                               |                                       |                                       |                                       |                                       |                                       |                                       |                        |                        |                                    |                                    |                                    |                                    |                                    |                                    |  |  |
|  |  |  |  |                                          |                                          |                                          |                                          |                                          |                                          |  |  |                                    |                                    |                                    |                                    | Иван Караманджуков (1852 – ?)      | Иван Караманджуков (1852 – ?)      | Иван Караманджуков (1852 – ?) | Иван Караманджуков (1852 – ?) | Иван Караманджуков (1852 – ?)         | Иван Караманджуков (1852 – ?)         |                                       |                                       | Стайка Кирова Кирянова                | Стайка Кирова Кирянова                | Стайка Кирова Кирянова | Стайка Кирова Кирянова | Стайка Кирова Кирянова             | Стайка Кирова Кирянова             |                                    |                                    |                                    |                                    |  |  |
|  |  |  |  |                                          |                                          |                                          |                                          |                                          |                                          |  |  |                                    |                                    |                                    |                                    | Иван Караманджуков (1852 – ?)      | Иван Караманджуков (1852 – ?)      | Иван Караманджуков (1852 – ?) | Иван Караманджуков (1852 – ?) | Иван Караманджуков (1852 – ?)         | Иван Караманджуков (1852 – ?)         |                                       |                                       | Стайка Кирова Кирянова                | Стайка Кирова Кирянова                | Стайка Кирова Кирянова | Стайка Кирова Кирянова | Стайка Кирова Кирянова             | Стайка Кирова Кирянова             |                                    |                                    |                                    |                                    |  |  |
|  |  |  |  |                                          |                                          |                                          |                                          |                                          |                                          |  |  |                                    |                                    |                                    |                                    |                                    |                                    |                               |                               |                                       |                                       |                                       |                                       |                                       |                                       |                        |                        |                                    |                                    |                                    |                                    |                                    |                                    |  |  |
|  |  |  |  |                                          |                                          |                                          |                                          |                                          |                                          |  |  |                                    |                                    |                                    |                                    |                                    |                                    |                               |                               |                                       |                                       |                                       |                                       |                                       |                                       |                        |                        |                                    |                                    |                                    |                                    |                                    |                                    |  |  |
|  |  |  |  | Киряка Тодорова Боботанова (1887 – 1919) | Киряка Тодорова Боботанова (1887 – 1919) | Киряка Тодорова Боботанова (1887 – 1919) | Киряка Тодорова Боботанова (1887 – 1919) | Киряка Тодорова Боботанова (1887 – 1919) | Киряка Тодорова Боботанова (1887 – 1919) |  |  | Христо Караманджуков (1876 – 1952) | Христо Караманджуков (1876 – 1952) | Христо Караманджуков (1876 – 1952) | Христо Караманджуков (1876 – 1952) | Христо Караманджуков (1876 – 1952) | Христо Караманджуков (1876 – 1952) |                               |                               | Николина Караманджукова (1889 - 1950) | Николина Караманджукова (1889 - 1950) | Николина Караманджукова (1889 - 1950) | Николина Караманджукова (1889 - 1950) | Николина Караманджукова (1889 - 1950) | Николина Караманджукова (1889 - 1950) |                        |                        | Атанас Караманджуков (1888 – 1952) | Атанас Караманджуков (1888 – 1952) | Атанас Караманджуков (1888 – 1952) | Атанас Караманджуков (1888 – 1952) | Атанас Караманджуков (1888 – 1952) | Атанас Караманджуков (1888 – 1952) |  |  |
|  |  |  |  | Киряка Тодорова Боботанова (1887 – 1919) | Киряка Тодорова Боботанова (1887 – 1919) | Киряка Тодорова Боботанова (1887 – 1919) | Киряка Тодорова Боботанова (1887 – 1919) | Киряка Тодорова Боботанова (1887 – 1919) | Киряка Тодорова Боботанова (1887 – 1919) |  |  | Христо Караманджуков (1876 – 1952) | Христо Караманджуков (1876 – 1952) | Христо Караманджуков (1876 – 1952) | Христо Караманджуков (1876 – 1952) | Христо Караманджуков (1876 – 1952) | Христо Караманджуков (1876 – 1952) |                               |                               | Николина Караманджукова (1889 - 1950) | Николина Караманджукова (1889 - 1950) | Николина Караманджукова (1889 - 1950) | Николина Караманджукова (1889 - 1950) | Николина Караманджукова (1889 - 1950) | Николина Караманджукова (1889 - 1950) |                        |                        | Атанас Караманджуков (1888 – 1952) | Атанас Караманджуков (1888 – 1952) | Атанас Караманджуков (1888 – 1952) | Атанас Караманджуков (1888 – 1952) | Атанас Караманджуков (1888 – 1952) | Атанас Караманджуков (1888 – 1952) |  |  |
|  |  |  |  |                                          |                                          |                                          |                                          |                                          |                                          |  |  |                                    |                                    |                                    |                                    |                                    |                                    |                               |                               |                                       |                                       |                                       |                                       |                                       |                                       |                        |                        |                                    |                                    |                                    |                                    |                                    |                                    |  |  |
|  |  |  |  |                                          |                                          |                                          |                                          | Александър Караманджуков (1911 – 1998)   |                                          |  |  |                                    |                                    |                                    |                                    |                                    |                                    |                               |                               |                                       |                                       |                                       |                                       |                                       |                                       |                        |                        |                                    |                                    |                                    |                                    |                                    |                                    |  |  |